# Areia
Areia este un oraș în Paraíba (PB), Brazilia. 